# Imre Ráday

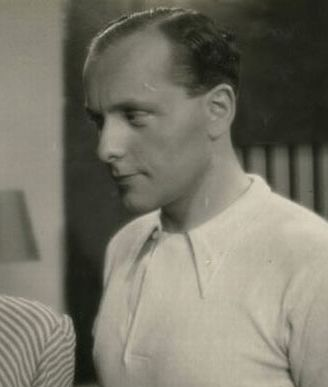
Imre Ráday 1936

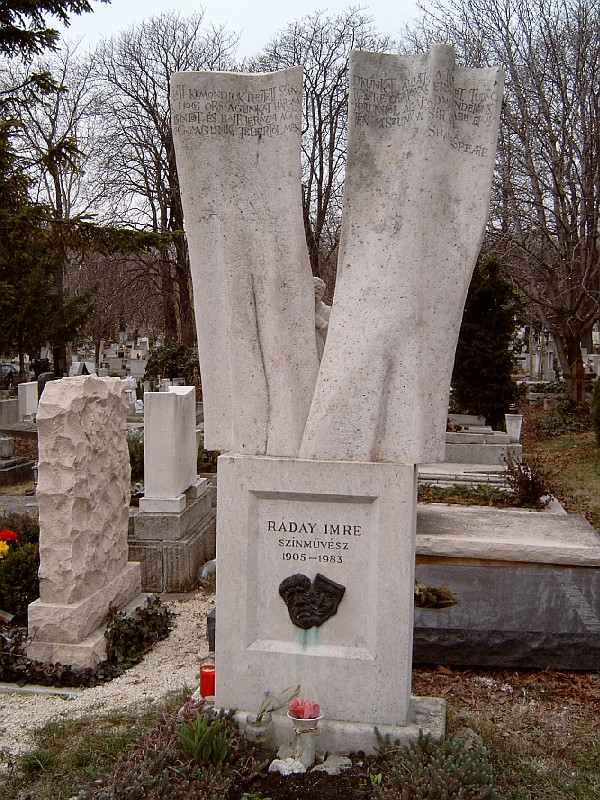
Rádays Grabstätte

Imre Ráday, auch geführt als Imre Raday (* 4. September 1905 in Budapest; † 12. März 1983 ebenda) war ein ungarischer Schauspieler bei Bühne und Film sowie ein Theaterregisseur.

## Leben und Wirken

### Ausbildung und Tätigkeit in Deutschland
Der Sohn eines jüdischen Instrumentenhändlers und einer Näherin hatte sich schon frühzeitig künstlerisch (als Maler und Zeichner) betätigt. Mit 14 Jahren gewann er einen Wettbewerb für junge Künstler. Nach dem Abitur studierte Ráday an der Universität für angewandte Künste und bildete sich während des Studiengangs nach den Unterrichtsstunden bei einem renommierten Maler fort. Rasch entwickelte Ráday auch Interesse für das Theater: Er schrieb sich an einer Schauspielschule ein, wo er 1923 seinen Abschluss machte. Es folgten erste Bühnenverpflichtungen an Häusern in der ungarischen Provinz (Székesfehérvár, Kaposvár). Im Herbst 1926 kam ein Filmteam aus Berlin nach Ungarn und drehte vor Ort die Außenaufnahmen zu der Kálmán-Operettenverfilmung Die Czardasfürstin. Daraufhin entschloss sich Ráday, der hier den Luftikus gespielt hatte, dazu, nach Berlin zu gehen, da die blühende deutsche Filmindustrie deutlich bessere Chancen auf eine Karriere vor der Kamera bot als die darniederliegende ungarische. In dem Justizdrama Der Kampf des Donald Westhof verkörperte er die Titelrolle, im Jahr darauf den Walzerkomponisten Johann Strauss Sohn in der Komponistenbiografie Heut’ spielt der Strauss. Mit dem Aufkommen des Tonfilms 1929 verließ der nur unzureichend Deutsch sprechende Ráday Berlin und kehrte ins heimatliche Ungarn heim.

### Rückkehr nach Ungarn
Dort setzte Imre Ráday seine Schauspielkarriere noch 1929 fort, zunächst nur am Theater. Man sah ihn in einer Fülle von Stücken heimischer Autoren, seltener in Aufführungen nach Vorlagen ausländischer Schriftsteller wie Walter Hasenclever, Noel Coward und Vicki Baum. Zum Jahresbeginn 1930 heiratete er die Berufskollegin Mici Erdélyi, mit der er in den folgenden Jahren auch mehrfach vor Filmkameras trat. Infolge der antisemitischen Rassengesetze, die gegen Ende der 1930er Jahre auch im Ungarn des Admirals Horthy eingeführt worden waren, konnte Imre Ráday, seit 1938 mit Filmverbot belegt, die gesamten Kriegsjahre 1939 bis 1945 auch kaum mehr Theater spielen. Kleinstengagements führten ihn an die Budapester Musikakademie sowie in die Niederlande, wohin er mithilfe eines Freundes gelangte. Dort spielte Ráday einige Rollen auf Deutsch. Nach 1941, als auch in Ungarn die Situation für die heimischen Juden immer gefährlicher wurde, gelang es ihm die Folgejahre bis zuletzt unbeschadet zu überstehen. In dieser Zeit bekam er mit seiner zweiten Ehefrau zwei Söhne (geboren 1942 und 1944).

### Nachkriegstätigkeiten
1945 konnte der populäre Schauspieler seine Arbeit sowohl am Theater – man sah Imre Ráday in zahllosen Stücken ungarischer Autoren aber auch in solchen ausländischer Herkunft wie erneut Coward sowie Franz Werfel, John B. Priestley, Jean Anouilh, George Bernard Shaw und Molière – als auch beim Film wieder aufnehmen. Er wuchs nun mehr und mehr in Charakterrollen hinein und konnte als Ensemblemitglied des Nationaltheaters auch Regie führen. Später trat Ráday auch an anderen Spielstätten auf und wirkte in der ersten Hälfte der 1950er Jahre bis zum Ungarnaufstand überdies als Schauspiellehrer. Erst danach, vor allem während seiner Zeit am József Attila-Theater (1957 bis 1970), begann Ráday wieder (nunmehr nur noch mit unterschiedlich großen Nebenrollen) regelmäßig zu filmen und wirkte außerdem in zahlreichen Rundfunksendungen mit. Seit 1960 gewann das Fernsehen als Arbeitgeber immer mehr Bedeutung in Rádays künstlerischem Wirken. Bei einer wöchentlichen Show (für Rentner) wirkte Imre Ráday sogar zeitweilig als Moderator. 1978 verkörperte er in einer ungarischen Produktion über die Nürnberger Kriegsverbrecherprozesse den deutschen Reichsbankpräsidenten Hjalmar Schacht. Kurz vor seinem Tode konnte man ihn nach sehr langer Zeit zu Beginn der 1980er Jahre auch wieder in einer deutschsprachigen Rolle sehen (in der populären österreichischen Fernsehserie Ringstraßenpalais).

## Filmografie
- 1927: Die Czardasfürstin
- 1927: Am Rande der Welt
- 1927: Die Frau im Schrank
- 1927: Der Kampf des Donald Westhof
- 1928: Frauenarzt Dr. Schäfer
- 1928: Freie Fahrt
- 1928: Heut’ spielt der Strauss
- 1929: Ein kleiner Vorschuß auf die Seligkeit
- 1929: Der Weg durch die Nacht
- 1932: Csókolj meg, édes!
- 1934: Peter, das Mädchen von der Tankstelle (Peter)
- 1935: Az okos mama
- 1935: Címzett ismeretlen
- 1936: Évforduló
- 1936: Pókháló
- 1937: Édes a bosszú
- 1937: Lovagias ügy
- 1938: A hölgy egy kissé bogaras
- 1938: Te csak pipálj, Ladányi!
- 1951: Teljes gőzzel
- 1956: Dollárpapa
- 1959: Felfelé a lejtőn
- 1960: Mama ist dagegen (Rangon alul)
- 1960: Lang ist der Weg nach Hause (Hosszú út hazáig)
- 1961: Puskák és galambok
- 1961: Alba Regia … bitte kommen (Alba Regia)
- 1962: Hurrá nyaralunk!
- 1962: Házasságból elégséges
- 1963: Slágermúzeum (Fernsehfilm)
- 1964: Miért rosszak a magyar filmek?
- 1965: Licht hinterm Vorhang (Fény a redőny mögött)
- 1966: Ich lüge nie (Nem szoktam hazudni)
- 1968: Wände (Falak)
- 1969: Holnap reggel (Fernsehfilm)
- 1970: Ne a gyerek előtt (Fernsehfilm)
- 1972: Fortélyos asszonyok (Fernsehfilm)
- 1973: Lila Akazie (Lila ákác)
- 1974: Richard Waverly pere (Fernsehfilm)
- 1974: Steifer Hut und Kartoffelnase (Keménykalap és krumpliorr) (TV-Serie)
- 1975: Frau Dery, wohin gehen Sie ? (Déryné, hol van?)
- 1976: Die Golddukaten des Gespenstes (Kísértet Lublón)
- 1978: Memento-Nürnberg, 1946 (Fernsehfilm)
- 1979: Veras Erziehung (Angi Vera)
- 1980–81: Ringstraßenpalais (TV-Serie)
- 1982: Bambini di Prága, 1947 (Fernsehfilm)
- 1983: Fekete császár (Fernsehfilm)